# Дулова Віра Георгіївна
Віра Георгіївна Дулова (27 січня 1909 — 5 січня 2000) — радянська арфістка, Лауреат Державної премії СРСР (1973). Заслужена діячка мистецтв РСФСР (1951), народна артистка РСФСР (1966), народна артистка СРСР (1976).
Походила з князівського роду Дулових. Закінчила Московську консерваторію. З 1943 викладала в Московській консерваторії. Учні Дулової Олексій Каплюк і Сергій Майков сконструювали першу радянську арфу, запущену в серійне виробництво. У 1964 році була серед організаторів Всеросійського арфового товариства.

## Сім'я
Дулова Віра Георгіївна з роду князів Дулово, Рюриковичів Ярославської гілки. 32-е коліно від Рюрика .
- Бабуся — Олександра Юріївна Зограф-Дулова (1850—1919), російська піаністка.
- Батько — Георгій Миколайович Дулов (1875—1940), скрипаль, грав в Квартет герцога Мекленбургского (1896—1901).
- Мати — Марія Андріївна Дулова (уродж. Буковская) (1873—1967), співачка, співала в Маріїнському театрі (1896—1901).
- Чоловік — Олександр Йосипович Батурин (1904—1983), оперний співак (бас-баритон), соліст Великого театру. Народний артист РРФСР (1947).